# A Espiã Que Entrou em Fria
A Espiã Que Entrou em Fria é um filme brasileiro de gênero policial, dirigido Sanin Cherques, com roteiro de Sanin Cherques e Wilson Vaz, lançado em 1968.

## Sinopse
O professor Plácido (Afonso Stuart) é um cientista maluco que inventa uma forma de energia atômica que ele jura ser capaz de substituir os principais combustíveis do mercado - e até mesmo a eletricidade. De olho o invento, vários agentes especiais são enviados para roubar a fórmula do sucesso.

## Elenco[2]
- Carmem Verônica...Jane Bond
- Agildo Ribeiro...Armando
- Afonso Stuart...Professor Plácido
- Jorge Loredo... Yuri
- Tânia Scher...Léa
- Dedé Santana... Malandro
- José Santa Cruz... Rubi
- Paulo Celestino...Investigador
- Ary Leite... Delegado
- Mario Alimari...Divino
- Esmeralda Barros...Sequestradora
- Noira Mello...Sequestradora
- Zelia Martins...Sequestradora
- Flavia Balbi...Sequestradora
- Ivan Setta...Repórter

### Participações
- Norma Bengell
- Cyll Farney
- Anselmo Duarte
- Jece Valadão
- Oscarito...Taxista
- Neide Aparecida
- Carlos Alberto